# Collegio uninominale Calabria - 02 (Senato della Repubblica 2017)
Il collegio elettorale uninominale Calabria - 02 è stato un collegio elettorale uninominale della Repubblica Italiana per l'elezione del Senato tra il 2017 ed il 2022.

## Territorio
Come previsto dalla legge elettorale italiana del 2017, il collegio era stato definito tramite decreto legislativo all'interno della circoscrizione Calabria.
Era formato dal territorio di 109 comuni: Acquaformosa, Acquappesa, Aiello Calabro, Aieta, Altilia, Altomonte, Amantea, Aprigliano, Belmonte Calabro, Belsito, Belvedere Marittimo, Bianchi, Bisignano, Bonifati, Buonvicino, Carolei, Carpanzano, Casali del Manco, Castiglione Cosentino, Castrolibero, Castrovillari, Celico, Cellara, Cerisano, Cervicati, Cerzeto, Cetraro, Civita, Cleto, Colosimi, Cosenza, Diamante, Dipignano, Domanico, Fagnano Castello, Falconara Albanese, Figline Vegliaturo, Firmo, Fiumefreddo Bruzio, Frascineto, Fuscaldo, Grimaldi, Grisolia, Guardia Piemontese, Lago, Laino Borgo, Laino Castello, Lappano, Lattarico, Longobardi, Lungro, Luzzi, Maierà, Malito, Malvito, Mangone, Marano Marchesato, Marano Principato, Marzi, Mendicino, Mongrassano, Montalto Uffugo, Morano Calabro, Mormanno, Mottafollone, Orsomarso, Panettieri, Paola, Papasidero, Parenti, Paterno Calabro, Pedivigliano, Piane Crati, Pietrafitta, Praia a Mare, Rende, Roggiano Gravina, Rogliano, Rose, Rota Greca, Rovito, San Basile, San Benedetto Ullano, San Donato di Ninea, San Fili, San Lucido, San Marco Argentano, San Martino di Finita, San Nicola Arcella, San Pietro in Amantea, San Pietro in Guarano, San Sosti, San Vincenzo La Costa, Sangineto, Santa Caterina Albanese, Santa Domenica Talao, Santa Maria del Cedro, Sant'Agata di Esaro, Santo Stefano di Rogliano, Saracena, Scalea, Scigliano, Serra d'Aiello, Spezzano della Sila, Tarsia, Torano Castello, Tortora, Verbicaro, Zumpano.
Il collegio era quindi interamente compreso nella provincia di Cosenza.
Il collegio era parte del collegio plurinominale Calabria - 01.

## Eletti
| Elezione | Elezione | Senatore     | Partito            |
| -------- | -------- | ------------ | ------------------ |
|          | 2018     | Nicola Morra | Movimento 5 Stelle |
|          | 2021     | Nicola Morra | Indipendente       |

## Dati elettorali

### XVIII legislatura
Come previsto dalla legge elettorale, 116 senatori erano eletti con sistema a maggioranza relativa in altrettanti collegi uninominali a turno unico.
| Candidati              | Candidati                | Voti    | %     | Liste                                | Voti    | %     |
| ---------------------- | ------------------------ | ------- | ----- | ------------------------------------ | ------- | ----- |
|                        | Nicola Morra ✔️ Eletto   | 112 554 | 48,87 | Movimento 5 Stelle                   | 112 554 | 48,87 |
|                        | Fulvia Michela Caligiuri | 66 584  | 28,91 | Forza Italia                         | 42 914  | 18,63 |
| Lega                   | Fulvia Michela Caligiuri | 66 584  | 28,91 | 12 355                               | 5,36    |       |
| Fratelli d'Italia      | Fulvia Michela Caligiuri | 66 584  | 28,91 | 7 825                                | 3,40    |       |
| Noi con l'Italia - UDC | Fulvia Michela Caligiuri | 66 584  | 28,91 | 3 490                                | 1,52    |       |
|                        | Sonia Ferrari            | 36 734  | 15,95 | Partito Democratico                  | 31 672  | 13,75 |
| +Europa                | Sonia Ferrari            | 36 734  | 15,95 | 2 298                                | 1,00    |       |
| Italia Europa Insieme  | Sonia Ferrari            | 36 734  | 15,95 | 1 522                                | 0,66    |       |
| Civica Popolare        | Sonia Ferrari            | 36 734  | 15,95 | 1 242                                | 0,54    |       |
|                        | Pasquale Martino         | 5 589   | 2,43  | Liberi e Uguali                      | 5 589   | 2,43  |
|                        | Rosanna Anele            | 2 819   | 1,22  | Potere al Popolo!                    | 2 819   | 1,22  |
|                        | Susanne Volpentesta      | 1 346   | 0,58  | Il Popolo della Famiglia             | 1 346   | 0,58  |
|                        | Ettore Lio               | 1 224   | 0,53  | CasaPound                            | 1 224   | 0,53  |
|                        | Cristina Torchio         | 1 203   | 0,52  | Partito Comunista                    | 1 203   | 0,52  |
|                        | Rosetta Crisci           | 1 005   | 0,44  | Italia agli Italiani                 | 1 005   | 0,44  |
|                        | Mariagata Aloise         | 381     | 0,17  | Per una Sinistra Rivoluzionaria      | 381     | 0,17  |
|                        | Tiziana Altomare         | 371     | 0,16  | Partito Valore Umano                 | 371     | 0,16  |
|                        | Carolina Andidaro        | 343     | 0,15  | Destre Unite - Forconi               | 343     | 0,15  |
|                        | Giuseppa Armaleo         | 150     | 0,07  | Lista del Popolo per la Costituzione | 150     | 0,07  |
| Totale                 | Totale                   | 230 303 | 100   |                                      | 230 303 | 100   |
|                        |                          |         |       |                                      |         |       |
| Voti non validi        | Voti non validi          | 11 721  | 4,84  |                                      |         |       |
| Votanti                | Votanti                  | 242 024 | 67,30 |                                      |         |       |
| Elettori               | Elettori                 | 359 638 |       |                                      |         |       |